# 小山泰介
小山泰介（こやま たいすけ、1978年 - ）は日本の写真家。刻々と変化していく都市を生物や自然と同じような有機体としてとらえ、都市の新陳代謝のような人工物の表面や状態、現象の細部を撮影し、有機的で抽象度の高い写真作品を制作している。
牛腸茂雄の夭折により、理解されることなく途絶えたコンポラ写真の系譜を受け継ぐ作家として、安村崇、武田陽介、中島大輔、西澤諭志らと共に美術評論家の清水穣にネオ・コンポラと論じられている。

## 経歴
- 1978年、東京都生まれ。
- 2005年、第25回ひとつぼ展入選。
- 2014年、文化庁新進芸術家派遣制度によりロンドンに留学。

## 展覧会

### 個展
- 「ON THE OTHER SIDE」（PUNCTUM Photo+Graphix Tokyo 東京、2006）
- 「Dark Matter」（NO.12 GALLERY 東京、PUNCTUM Photo+Graphix Tokyo 東京、2007）
- 「Boundary X」（gallery ROCKET 東京、2008）
- 「entropix」（Spiral Garden 東京、G/P gallery 東京、2009）
- 「Melting Rainbows / Starry」（G/P gallery 東京、2010）
- 「SANDWICH Textures」（G/P gallery 東京、2011）
- 「NONAGON PHOTON」（G/P gallery 東京、2012）

## 写真集
- 「Dark Matter」(ユトレヒト、2007)
- 「entropix」(アートビートパブリッシャーズ、2008)